# Ctenophthalmus natalensis
Ctenophthalmus natalensis är en loppart som beskrevs av Marcus et De Meillon 1960. Ctenophthalmus natalensis ingår i släktet Ctenophthalmus och familjen mullvadsloppor. Inga underarter finns listade i Catalogue of Life.